# Yevgueni Remez
Yevgueni Yakovlevich Remez (Mscislaŭ, Oblast de Maguilov, Imperio Ruso, 17 de febrero de 1896-Kiev, RSS de Ucrania, 30 de agosto de 1975) también escrito como Evgeny Remez o Eugene Remes, fue un matemático soviético y miembro de la Academia de Ciencias de Ucrania, conocido por sus aportes a la teoría de la aproximación, particularmente en el ámbito de la aproximación de Chebyshev. Su contribución más notable es el algoritmo que lleva su nombre.

## Biografía
Yevgueni Remez nació el 17 de febrero de 1896 en Mscislaŭ, un pueblo situado en la provincia de Maguilov, actualmente Bielorrusia. En 1916 finalizó su educación secundaria, que había cursado en su pueblo natal, y se trasladó a Kiev, donde ingresó en el Instituto de Educación Pública (que poco más tarde se convertiría en la Universidad de Kiev).  Allí cursó estudios de matemáticas y física hasta su graduación en 1924. Inmediatamente después, Remez comenzó a ejercer de profesor en un instituto de formación profesional en mecánica, algo que haría hasta 1928. Además, desde 1925 también fue profesor en su propia alma mater, el Instituto de Educación Pública.
En 1929 Remez obtuvo, en la Universidad de Kiev, el título equivalente al doctorado, con una tesis titulada «Métodos de integración numérica de ecuaciones diferenciales con una estimación de límites exactos de errores permisibles». Tras doctorarse, Remez trabajó de profesor en varias instituciones de educación spuerior de Kiev, entre las cuales se encontraba el entonces recién fundado Instituto de Ciencias Matemáticas. En 1936, tras obtener la habilitación, Remez sería finalmente designado profesor de la Universidad de Kiev. Poco después, en 1939, fue nombrado miembro correspondiente de la Academia de Ciencias de Ucrania.
Remez publicó en 1934 tres artículos en los que desarollaba un algoritmo—que a la postre sería conocido como algoritmo de Remez—para hallar la mejor aproximación polinómica, bajo la norma del supremo, a una función dada. Chebyshev ya había demostrado la existencia de un polinomio que aproximase a una función de manera «óptima», pero el algoritmo que introdujo Remez permitió construir dicho polinomio de una manera eficiente. El algoritmo es considerado el mayor aporte a las matemáticas por parte de Remez. Prueba de su relevancia, el algoritmo también ha sido empleado en ámbitos ajenos a las mtemáticas puras, como el procesamiento digital de señales.
A raíz de la publicación del algoritmo, toda la investigación matemática llevada a cabo por Remez giró en torno a la teoría de la aproximación, especialmente en lo relativo a los trabajos desarrollados por Chebyshev. Tanto es así que Remez publicó en 1957 un libro sobre los resultados de su homólogo, titulado General computation methods for Chebyshev approximation. Problems with real parameters entering linearly. Por esta obra, Remez fue galardonado ese mismo año con el primer premio del Presidium de la Academia de Ciencias de Ucrania.
Yevgueni Ramez falleció el 30 de agosto de 1975, pocos meses antes de cumplir 80 años.

## Obra
A lo largo de su vida académica, Remez publicó tres monografías, dos libros de texto y 41 artículos, veinte de ellos dedicados a la didáctica de la ciencia y otros once sobre el legado de Ostrogradski. Sus dos libros son 
- General computation methods for Chebyshev approximation. Problems with real parameters entering linearly. (1957)
- Fundamentals of numerical methods of Čebyšev approximation. (1969)

Remez introdujo su algoritmo en una serie de tres artículos, publicados en el año 1934:
- Sur le calcul effectif des polynomes d’approximation de Tchebychef. C. R. Acad. Sci. 199, 337–340
- Sur un procédé convergent d’approximations successives pour déterminer les polynomes d’approximation. C. R. Acad. Sci. 198, 2063–2065
- Sur la détermination des polynomes d’approximation de degré donnée. Commun. Soc. Math. Kharkov 10

Dado que se pensaba quel francés se convertiría en la lengua franca en el ámbito de las matemáticas, Remez, al igual que otros matemáticos soviéticos, redactó en francés varios de sus artículos previos al fin de la II Guerra Mundial. Debido a ello, éste firma los artículos con la translitercación Eugene Remes.